# Changabang
Changabang é uma montanha da cordilheira Himalaias Garwhal, subcordilheira dos Himalaias em Uttarakhand, Índia. Faz parte de um grupo de picos que formam a vertente nordeste do santuário do Nanda Devi. É um pico especialmente escarpado e rochoso, e todas as rotas de acesso são seriamente complicadas. Conta com muitas tentativas de escalada. Não tem grande proeminência topográfica, sendo ligeiramente mais baixa que a da sua vizinha a leste, o Kalanka, e é mais baixa que muitos picos dos arredores. O seu escarpado perfil rochoso converte-a em destino especialmente atrativo mais que a sua altitude.

## Primeira ascensão
O Changabang foi escalado pela primeira vez em 4 de junho de 1974 por uma equipa liderada pelo tenente-coronel Balwant Sandhu e Chris Bonington, que subiram pela vertente sudeste, chegando à aresta oriental. Esta é a rota mais fácil e uma das poucas cuja ascensão é principalmente feita sobre neve e gelo, em oposição a uma sobre rocha com pouca neve e gelo, ou terreno misto.

## Ascensões de destaque
Outras ascensões destacadas incluem algumas das mais difíceis nos Himalaias.
- 1976 Aresta sudoeste, Naoki Toda, Akira Kobayashi, Masahide Aida, Harumi Ohno, Yukio Asano e Teruyoshi Karino (Clube Alpino Japonês) - todos chegaram ao cume depois de 33 dias de esforço.[2]
- 1976, 15 de outubro: Parede oeste, Peter Boardman e Joe Tasker. Exigiu 25 dias até chegar ao cimo. O uso de técnicas de escalada em grandes paredes para superar as dificuldades sérias e contínuas foi revolucionário.[3] A história desta ascensão é contada por Boardman no seu livro "The Shining Mountain" e por Tasker no seu registo "Savage Arena". No regresso souberam de uma mal-sucedida expedição norte-americana ao Duangiri e ajudaram a resgatar os corpos de quatro montanhistas, apesar do cansaço. Em 2016 comemorou-se o 40.º aniversário desta ascensão.
- 1978 Vertente sul direta, Wojciech Kurtyka (Pol.), Krzysztof Żurek (Pol.), Alex McIntyre (Reino Unido) e John Porter (EUA-Reino Unido), cume alcançado em 27 de setembro.[4]
- 1997 Vertente  norte, Andy Cave e Brendan Murphy (cume) com Mick Fowler e Steve Sustad (na aresta do cume) fizeram a primeira subida pela vertente norte do Changabang, uma rota de 1600 m implicando uma subida através de gelo escarpado e rocha. Infelizmente Murphy foi atingido por uma avalancha e morreu na descida.[5]
- 1998 The Lightening Route, Carlos Buhler (Estados Unidos) e uma equipa de russos estabeleceram uma exigente nova rota na vertente norte: (VII 5.9 A4 WI4, 1580m)[6]
- 2006, 12 de outubro: dois alpinistas mexicanos, Andrés Delgado e Alfonso de la Parra, conseguiram escalar o Changabang por uma nova rota. Foram porém surpreendidos por uma tempestade de neve na descida e consideram-se desaparecidos desde 15 de outubro, data do último contacto via telefone por satélite.[7][8] Uma tentativa de resgate foi leva a cabo apesar das muito duras condições meteorológicas, mas em 8 de novembro de 2006 as buscas foram canceladas devido à deterioração dessas condições.[8] Os corpos dos montanhistas nunca foram encontrados.